# Patrick Stewart
Sir Patrick Stewart Hewes, OBE (n. 13 iulie 1940, Mirfield⁠(d), Anglia, Regatul Unit) este un actor englez de film și televiziune și rector universitar. Este foarte cunoscut pentru interpretarea Căpitanului Jean-Luc Picard din Star Trek: Generația următoare și a Profesorului Charles Xavier din seria de filme X-Men.

## Filmografie
| An   | Film                                             | Rol                                         | Note                                                                         |  |
| ---- | ------------------------------------------------ | ------------------------------------------- | ---------------------------------------------------------------------------- |  |
| 1974 | Fall of Eagles                                   | Vladimir Lenin                              |                                                                              |  |
| 1974 | Antony and Cleopatra                             | Enobarbus                                   | dramă TV                                                                     |  |
| 1975 | Hedda                                            | Ejlert Løvborg                              |                                                                              |  |
| 1975 | Hennessy                                         | Tilney                                      |                                                                              |  |
| 1976 | Eu, Claudius                                     | Sejanus                                     |                                                                              |  |
| 1979 | Tinker, Tailor, Soldier, Spy                     | Karla                                       |                                                                              |  |
| 1980 | Micul lord                                       | Wilkins                                     |                                                                              |  |
| 1980 | Hamlet                                           | Claudius                                    | producție BBC                                                                |  |
| 1981 | Excalibur                                        | Leodegrance                                 |                                                                              |  |
| 1982 | The Plague Dogs                                  | Maior                                       | voce                                                                         |  |
| 1982 | Smiley's People                                  | Karla                                       |                                                                              |  |
| 1984 | Uindii                                           | Mr. Duffner                                 |                                                                              |  |
| 1984 | Dune                                             | Gurney Halleck                              |                                                                              |  |
| 1985 | Forța vieții                                     | Dr. Armstrong                               |                                                                              |  |
| 1985 | Wild Geese II                                    | General rus                                 |                                                                              |  |
| 1985 | Nume de cod: Smarald                             | Colonel Peters                              |                                                                              |  |
| 1985 | The Doctor and the Devils                        | Profesor Macklin                            |                                                                              |  |
| 1985 | Walls of Glass                                   |                                             |                                                                              |  |
| 1986 | Lady Jane                                        | Henry Grey/Duce de Suffolk                  |                                                                              |  |
| 1987 | Discipolul diavolului                            | Reverendul Anthony Anderson                 |                                                                              |  |
| 1991 | Poveste din L.A.                                 | Mr. Perdue/ Maitre D' at L'Idiot            |                                                                              |  |
| 1993 | Robin Hood: Bărbați în izmene                    | Regele Richard                              |                                                                              |  |
| 1994 | Gunmen                                           | Loomis                                      |                                                                              |  |
| 1994 | Star Trek: Generații                             | Căpitan Jean-Luc Picard                     |                                                                              |  |
| 1994 | Stăpânul cărților                                | Aventură (carte)                            | (voce)                                                                       |  |
| 1994 | Lands of Lore: The Throne of Chaos (RPG)         | Regele Richard                              | (voce)                                                                       |  |
| 1994 | In Search of Dr. Seuss                           | Sergent Mulvaney                            | voce                                                                         |  |
| 1995 | Jeffrey                                          | Sterling                                    |                                                                              |  |
| 1995 | Let It Be Me                                     | John                                        |                                                                              |  |
| 1995 | The Simpsons                                     | Number 1                                    | (TV)                                                                         |  |
| 1995 | 500 Nations                                      | (voce)                                      | (miniserial TV)                                                              |  |
| 1996 | Star Trek: Primul contact                        | Cpt. Jean-Luc Picard                        |                                                                              |  |
| 1996 | Fantoma din Canterville                          | Sir Simon de Canterville                    | (TV)                                                                         |  |
| 1997 | Teoria conspirației                              | Dr. Jonas                                   |                                                                              |  |
| 1997 | Minți diabolice                                  | Rafe Bentley                                |                                                                              |  |
| 1998 | Star Trek: The Experience: The Klingon Encounter | Cpt. Jean-Luc Picard                        | (voce)                                                                       |  |
| 1998 | Dad Savage                                       | Dad Savage                                  |                                                                              |  |
| 1998 | Moby Dick                                        | Căpitanul Ahab                              | (USA)                                                                        |  |
| 1998 | La adăpost                                       | Mace Sowell                                 |                                                                              |  |
| 1998 | Star Trek: Rebeliune                             | Cpt. Jean-Luc Picard                        | De asemenea, producător asociat                                              |  |
| 1998 | Prințul Egiptului                                | Faraon Seti I                               | (voce)                                                                       |  |
| 1999 | Colind de Crăciun                                | Ebenezer Scrooge                            |                                                                              |  |
| 1999 | Ferma animalelor                                 | Napoleon                                    | (voce)                                                                       |  |
| 2000 | X-Men                                            | Profesor Charles Xavier                     |                                                                              |  |
| 2001 | Jimmy Neutron, geniu de buzunar                  | King Goobot                                 | (voce)                                                                       |  |
| 2002 | Star Trek Nemesis                                | Cpt. Jean-Luc Picard                        |                                                                              |  |
| 2002 | X-Men: Next Dimension                            | Profesor Charles Xavier                     | (voce)                                                                       |  |
| 2003 | X2: X-Men United                                 | Profesor Charles Xavier                     |                                                                              |  |
| 2003 | Leul în iarnă                                    | King Henry II                               |                                                                              |  |
| 2003 | Frasier                                          | Alastair Burke                              |                                                                              |  |
| 2004 | Boo, Zino & The Snurks                           | Albert Drollinger                           |                                                                              |  |
| 2004 | Steamboy                                         | Dr. Lloyd Steam                             | (voce) (versiunea dublată în engleză)                                        |  |
| 2005 | The Game of Their Lives                          | Bătrânul Dent McSkimming                    |                                                                              |  |
| 2005 | Puiu' mic                                        | Mr. Woolensworth                            | (voce)                                                                       |  |
| 2005 | Insula misterioasă                               | Nemo                                        |                                                                              |  |
| 2005 | Nausicaä of the Valley of the Wind               | Lord Yupa                                   | (voce) (dublaj în engleză)                                                   |  |
| 2005 | The Snow Queen                                   | Corbul                                      | (voce)                                                                       |  |
| 2005 | American Dad                                     | Avery Bullock                               | (voce)                                                                       |  |
| 2006 | Bambi II                                         | The Great Prince/Stag                       | (voce)                                                                       |  |
| 2006 | X-Men: Ultima înfruntare                         | Profesor Charles Xavier                     |                                                                              |  |
| 2006 | The Elder Scrolls IV: Oblivion (joc video)       | Împăratul Uriel Septim VII                  | (voce)                                                                       |  |
| 2007 | Țestoasele Ninja                                 | Max Winters/Yaotl                           | (voce)                                                                       |  |
| 2007 | Pământul                                         | Narator                                     | (voce)                                                                       |  |
| 2009 | X-Men Origini: Wolverine                         | Profesor Charles Xavier                     | Cameo                                                                        |  |
| 2009 | Hamlet                                           | Claudius/Fantoma                            | (TV)                                                                         |  |
| 2010 | Castlevania: Lords of Shadow                     | Zobek / Narator                             | (voce)                                                                       |  |
| 2010 | Macbeth                                          | Macbeth                                     | (TV)                                                                         |  |
| 2011 | Gnomeo și Julieta                                | William Shakespeare                         | (voce)                                                                       |  |
| 2012 | Ted                                              | Narator (doar voce)                         |                                                                              |  |
| 2013 | Hunting Elephants                                | Michael Simpson                             |                                                                              |  |
| 2013 | Legends of Oz: Dorothy's Return                  | Tugg (doar voce)                            |                                                                              |  |
| 2013 | The Wolverine                                    | Profesor Charles Xavier                     | Cameo nemenționat                                                            |  |
| 2014 | X-Men: Days of Future Past                       | Profesor Charles Xavier                     | Rol împărțit cu James McAvoy                                                 |  |
| 2014 | Match                                            | Tobi Powell                                 |                                                                              |  |
| 2015 | Ted 2                                            | Narator (doar voce)                         |                                                                              |  |
| 2015 | Christmas Eve                                    | Harris                                      | Cunoscut ca și Stuck                                                         |  |
| 2015 | Green Room                                       | Darcy                                       | Prima dată lansat la 2015 Cannes Film Festival. Lansat pentru public in 2016 |  |
| 2017 | Logan                                            | Charles Xavier / Profesor X / Chuck Howlett |                                                                              |  |
| 2017 | Logan Noir                                       | Charles Xavier / Profesor X / Chuck Howlett |                                                                              |  |
| 2017 | Dragonheart: Battle for the Heartfire            | Drago                                       | Direct-to-video, doar vocea                                                  |  |
| 2017 | The Emoji Movie                                  | Poop                                        | doar vocea                                                                   |  |
| 2017 | The Wilde Wedding                                | Harold                                      |                                                                              |  |
| 2018 | The Kid Who Would Be King                        |                                             | Se filmează                                                                  |  |